# 菅生新樹
菅生 新樹（すごう あらき、1999年〈平成11年〉8月26日 - ）は、日本の俳優、モデル。大阪府箕面市出身。トランスワールドジャパン所属。

## 来歴
2020年12月にCM「エコリング」で、CM初出演。
2022年6月21日にトランスワールドジャパンに所属し、俳優やモデル業を本格的にスタートさせた。9月10日にテレビドラマ『初恋の悪魔』第8話から、雪松弓弦役でテレビドラマ初出演。10月7日に配信ドラマ『上下関係W「トップギフト」』に、山下恭四郎役で配信ドラマ初出演。
2023年2月8日にテレビドラマ『凋落ゲーム』に、守口奏多役でテレビドラマ初主演。3月28日に次世代コミュニケーションツール『WITHiS』アンバサダー就任。

## 人物
- 男三人兄弟の三男で、父は経営コンサルタントの菅生新[10]、長兄は俳優・歌手の菅田将暉[4]、次兄はシンガーソングライターのこっちのけんと（菅生健人）[3][11]、義姉は女優・ファッションモデルの小松菜奈[12]。
- 趣味は、アコースティックギター、ドラム、サッカー[3]。特技は、バスケットボール[3]。資格は、普通⾃動⾞免許を所有[5]。
- 大学時代の2019年秋にYouTubeチャンネルを開設し、「利きお茶対決」や「恋愛診断テスト」などの動画を投稿していた[1][13]。

## 出演
役名の太字は主演作品。

### テレビドラマ
- 初恋の悪魔 第8話 - 最終話（2022年9月10日 - 24日、日本テレビ） - 雪松弓弦 役[6]
- 凋落ゲーム（2023年2月8日 - 3月1日、フジテレビ） - 主演・守口奏多 役[8]
- 褒めるひと 褒められるひと 第8話 - 最終話（2023年6月22日 - 8月3日、NHK総合） - 市川司 役[14]
- なれの果ての僕ら（2023年6月28日 - 9月13日、テレビ東京） - 早乙女菊也 役[15]
- ギフテッド Season1 第1話（2023年8月12日、フジテレビ） - 稲垣修二 役[16]
- 下剋上球児（2023年10月15日 - 12月17日、TBS） - 日沖誠 役[17]
- ぼくの人格シェアハウス（2024年3月18日、関西テレビ） - 大城守 役[18]
- パーセント（2024年5月11日 - 6月1日、NHK総合・NHK BSプレミアム4K） - 小早川新太郎 役[19]
- 伝説の頭 翔（2024年7月19日 - 9月6日、テレビ朝日） - 大門伝助 役[20]
- 連続テレビ小説 おむすび（2024年9月30日 - 2025年3月28日、NHK） - 古賀陽太 役[21]
- 失踪人捜索班 消えた真実（2025年4月11日 - 6月6日、テレビ東京） - 清水透一郎 役[22]

### 映画
- イカロス 片羽の街「豚知気人生」（2023年2月11日、U-NEXT）[23]

### CM
- エコリング（2020年）[注 1][5]
- 串家物語（2021年）[注 1][5]
- スポーツブル バーチャル高校野球（2022年）[24]
- JAL×コカ・コーラ（2022年）[5]
- HTL WITHiS（2023年）[9]
- ビジョン グローバルWiFi®（2023年）[25]
- 三菱UFJニコス（2024年）[26]

### 配信ドラマ
- 上下関係W「トップギフト」（2022年10月7日 - 12月16日、LINE NEWS VISION） - 山下恭四郎 役[7]

### プロモーション・ビデオ
- 第65回メフィスト賞『死んだ山田と教室』（2023年12月20日）[27]

## 書籍

### カバーモデル
- 第65回メフィスト賞『死んだ山田と教室』（著：金子玲介、2024年5月16日、講談社）[27]